# San Román de los Caballeros
San Román de los Caballeros es una entidad de población perteneciente al municipio de Llamas de la Ribera en León, (comarca de Ribera del Órbigo), España. 
El núcleo de población se sitúa en la margen derecha del río Omaña limitando al sur con Llamas de la ribera y al norte con Villaviciosa de la Ribera.

## Historia
El nombre del pueblo está compuesto por la palabra Román que proviene del latín de la palabra Romanus que significa de Roma, lo cual da una idea de su pasado romano.  La segunda parte del nombre “de los caballeros”   nos da una idea de la abundancia de caballeros en el pasado en el lugar.
Los primeros vestigios del pueblo de San Roman lo sitúan a la vera del río Órbigo cerca de su ubicación actual bajo el nombre de San Justo.  Con la llegada de los Romanos se construyó una atalaya más alejada del río, la cual formaba parte de la iglesia. Este hecho ayudó a que el núcleo de población se alejara de la orilla del río hacia la iglesia para evitar que las crecidas del mismo inundaran las casas. Con el cambio de ubicación en el año 303 d. C. se aprovechó para cambiar el nombre por el de San Román de Antioquía.

## Demografía
Evolución de la población de San Román de los Caballeros
Desglose de población según el Padrón Continuo por Unidad Poblacional del INE.
| Núcleos                     | Habitantes (2015) | Varones | Mujeres |
| --------------------------- | ----------------- | ------- | ------- |
| San Román de los Caballeros | 150               | 80      | 70      |

## Economía
La principal riqueza de San Román de los Caballeros es la agricultura seguida de la ganadería. Los cultivos de regadío más destacados son el lúpulo y el maíz, destacando también las plantaciones de chopos.